# Adrian Santini
Adrian Santini (eg Héctor Areyuna)  född i La Serena, Chile 9 december 1950, död 24 augusti 2016 i Stockholm, var en chilensk-svensk poet och akademiker vid Stockholms universitet.

## Biografi
Santini kom till Sverige 1974 och studerade litteraturvetenskap vid Stockholms universitet och doktorerade i spansk filologi vid samma universitet 1993. Han har arbetat som lärare i spansk litteratur vid universiteten i Stockholm, Örebro, Uppsala, Linköping och Växjö.
Han var medlem i den litterära gruppen Taller i Stockholm, som bildades 1977 och bestod dessutom av poeterna Sergio Infante, Sergio Badilla Castillo och Carlos Geywitz.
Adrian Santini har publicerat flera vetenskapliga litteraturstudier. Bland dessa publikationer kan särskilt nämnas avhandlingen och två större verk som också givits ut i Chile: The Enclosure and the Substitution 1993, The Migration of the Symbol 1999 och Den sårbara vräkighetens ordning, 2006. 

## Verk

### Poesi
- Después del centauro ("Efter Kentauren") (Stockholm, 1978)
- Oficio y testimonio ("Mening och vittnesmål") (Stockholm, 1979)
- Las bienaventuranzas ("Saligprisningarna") (Stockholm, 198l)
- Aproximaciones ("Approximationer") (Madrid: LAR, 1983)
- Presagio ("Föraning") (Stockholm, 1988)
- Contradanza ("Kontradans") (Santiago de Chile, 2001)
  - På svenska är Santini representerad med översättningar av Eva M Ålander i antologin Bevingade lejon : 11 chilenska poeter i översättning (Bonnier, 1991)